# 北区立王子第一小学校
北区立王子第一小学校（きたくりつおうじだいいちしょうがっこう）は、東京都北区王子にある公立小学校。

## 沿革
- 1916年（大正5年）- 王子尋常高等小学校から分かれて王子第一尋常高等小学校として開校。
- 1928年（昭和3年）- 現在の場所に校舎が完成。
- 1941年（昭和16年）- 王子第一国民学校と改称。
- 1947年（昭和22年）- 王子第一小学校と改称。[2]
- 2016年11月26日（平成28年）- 創立百周年記念式典挙行[3]。
- 2018年（平成30年）8月 - 旧桜田小学校校舎に仮校舎として移転。
- 2021年（令和3年）
  - 8月1日 - 新校舎竣工。
  - 9月1日 - 新校舎での授業開始。

## 教育方針
「笑顔輝く 夢を育む楽しい学校」

## 交通
- 東京メトロ南北線・王子神谷駅 - 徒歩4分[5]
- バス停（王子五丁目） - 徒歩4分[6]